# Nejib Ben Khalfallah
Nejib Ben Khalfallah (arabe : نحيب بن خلف الله), né en 1967 à Tunis et mort le 24 juillet 2020, est un danseur et chorégraphe tunisien.

## Biographie
Considéré parmi les pionniers de la danse en Tunisie, Nejib Ben Khalfallah commence la danse en 1984 et intègre l'atelier de danse contemporaine créé par le danseur et chorégraphe tunisien Imed Jemâa. En 1992, il participe avec ce dernier à la création chorégraphique Nuit blanche qui remporte le premier prix du Festival de Bagnolet.
Pendant les années 1990, il côtoie et participe à plusieurs créations artistiques réalisées par de grands noms de la danse et du théâtre en Tunisie, comme Raja Ben Ammar et Taoufik Jebali.
De 1993 à 2020, Nejib Ben Khalfallah réalise et met en scène des spectacles chorégraphiques. Le 3 avril 2017, il est agressé par plusieurs personnes à la suite de la polémique créée par son spectacle Fausse Couche dont le nom en arabe (arabe : ألهاكم التّكاثر ou Alhakom Al-Takathor) a été interprété par certains comme une atteinte au sacré. À la suite de cette agression, il décide de changer le titre de son spectacle et de retirer ses affiches.

## Chorégraphies
- 2012 : Mnema (ouverture des Journées théâtrales de Carthage)[7] ;
- 2014 : Jardin d'amour[8] ;
- 2017 : Fausse Couche.

## Cinéma
- 2016 : Thala mon amour (long métrage de Mehdi Hmili)[9]